# 金顶杜鹃
金顶杜鹃（学名：Rhododendron faberi ssp. faberi）为杜鹃花科杜鹃花属的指名亚种。种名faberi 以19世纪来中国传教、收集植物的德国植物学家花之安（Ernst Faber, 1839-1899）的名字命名。